# Maja e Elbunit
Maja e Elbunit är ett berg i Albanien.   Det ligger i prefekturen Qarku i Shkodrës, i den norra delen av landet, 110 km norr om huvudstaden Tirana. Toppen på Maja e Elbunit är 1 954 meter över havet, eller 124 meter över den omgivande terrängen. Bredden vid basen är 0,42 km.
Terrängen runt Maja e Elbunit är huvudsakligen bergig.   Runt Maja e Elbunit är det ganska tätbefolkat, med 96 invånare per kvadratkilometer.. 
Omgivningarna runt Maja e Elbunit är en mosaik av jordbruksmark och naturlig växtlighet.